# Comportamento em cascata em redes
As cascatas de informação correspondem a tomadas de decisões em sequência. Isto é, as pessoas seguem o comportamento dos outros independentemente da sua própria opinião/informação. As decisões pessoais baseiam-se na inferência racional de informações limitadas através da observação do comportamento de outras pessoas.

## A influência social (herding effect)
Quando as pessoas estabelecem contactos em rede, torna-se simples e possível influenciar comportamentos e decisões uns dos outros. As redes sociais, que agregam comportamentos individuais produzem resultados colectivos em todos os usuários. São várias as situações em que as pessoas são influenciadas pelo comportamento e opiniões dos outros: as opiniões que defendem face a uma notícia, os produtos que compram, posições políticas que seguem, tecnologias que usam, e em muitas outras situações. Contamos, assim, com avaliações contribuídas por outros para tomar as nossas próprias decisões. No entanto, a influência social cria um efeito irracional de pastoreio (herding effect), onde os usuários seguem as decisões de usuários anteriores. Este comportamento onde a influencia social prevalece pode levar a decisões sub-óptimas e, desta forma, interromper a sabedoria das multidões. Neste caso, isso significa que as revisões on-line podem facilmente ser manipuladas e perturbar o comportamento de decisão dos usuários.

## A difusão de inovações (como se muda de comportamento)
Chamamos difusão de inovações o facto de como uma nova ideia, comportamento ou tecnologia se transmite através da rede social. Houve uma grande quantidade de estudos como os de Coleman, Katz e Menzel (1966) quem "estudaram a adoção de uma nova droga (tetraciclina) entre os médicos de Illinois", ou os de Everett Rogers (1995) que foi um dos precursores da teoria da difusão de inovações no ano 1962,.  Mas foram Ryan e Gross (1943) que fizeram o primeiro estudo sobre a difusão de inovações motivada pela preocupação do estado de Iowa na lentidão da difusão das sementes híbridas. Através deste estudo, pode-se constatar que o facto de ser uma novidade e também a falta de compreensão inicial das inovações constituem impedimentos no instante da adoção, no entanto, quem adota ao começo tem grandes benefícios. Estes adotantes iniciais tinham uma característica importante, podiam viajam e observar o que outros "vizinhos" estavam a fazer em outros lugares.
Como se espalha e porque se deixa de espalhar uma inovação tem muito que ver com a sua complexidade, a sua observabilidade, os seus testes, e a sua compatibilidade geral com essa rede social. Se um grupo de funcionários em uma organização adota uma nova aplicação informática o resto de funcionários com quem interage têm de mudar também para manter a compatibilidade. Similarmente, "vai ser mais fácil colaborar com os colegas de trabalho se você estiver usando tecnologias compatíveis, do mesmo modo, que vai ser mais fácil de se envolver em interação social (ceteris paribus) com as pessoas cujas crenças e opiniões são semelhantes às suas." 

## Modelo de difusão através de uma rede
Em qualquer rede, existem dois equilíbrios óbvios. Por um lado há um em que todas as pessoas, as quais chamaremos a partir de agora nós, adotam um comportamento A (uma ideia, uma informação, etc.) ,e , por outro lado em que todos adotam um comportamento B. Mas há outros equilíbrios "intermediários", ou estados de convivência, onde o comportamento A é adotado em algumas partes da rede e o B é adotado em outras.
Podemos considerar o estado inicial da rede como aquele em que todos os nós usam B como comportamento inicial. Então, um pequeno conjunto de "adotantes iniciais" decide mudar para A, enquanto os outros nós continuam com o comportamento B. Uma vez que os "adotantes iniciais" já estão usando A, alguns de seus vizinhos mais perto desse modo, podem decidir mudar para A, e então, alguns outros novos vizinhos destes segundos adotantes podem também mudar e assim por diante.
O processo detém-se quando todos os nós mudaram para A ou quando chegamos a uma etapa em que nenhum nó quer mudar, neste ponto as coisas estabilizaram-se na coexistência entre A e B.

## A mudança de comportamento
Para saber quando um nó com vizinho de comportamento B vai mudar ou não para A, temos de considerar o seguinte: Raciocinemos que cada comportamento, neste caso A e B, tem um certo valor que não é outra coisa que o benefício de adotar o citado comportamento.
Pensemos num nó concreto que chamaremos V, a pergunta que se planea V é, tenho vizinhos que se comportam como A e tenho vizinhos que se comportam como B, que devo fazer, para maximizar o meu benefício?
De o total de vizinhos (1) de V, uma parte p tem o comportamento A (azul), e a outra parte (1-p) têm o comportamento B (vermelho), se V tem d vizinhos, então a parte pd adota A e a parte (1-p)d adota B. Portanto, se V escolhe A, receberá um benefício de pda, mas se V escolhe B, então receberá um benefício de (1-p) db.
Assim, A será a melhor escolha se,
{\displaystyle p*d*a=>(1-p)*d*b\,,}

Pondo p em evidência obtemos:
{\displaystyle p=>{\frac {b}{a+b}}\,,}

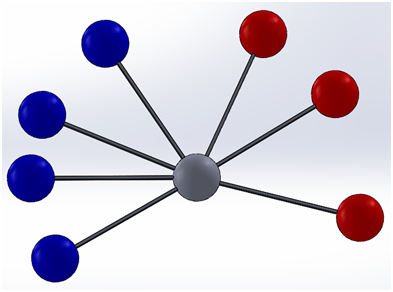
Nós vizinhos a V

O termo da direita da equação denota-se com q,
{\displaystyle q={\frac {b}{a+b}}\,,}

Onde q é a regra limiar. Diz-se então que, se pelo menos uma fração q=b/(a+b) dos seus vizinhos segue o comportamento de A, então V deve também seguir A.
	Desta forma, podemos saber em cada momento qual é o comportamento que segue cada nó em cada instante. Esta mudança de comportamento vai depender da estrutura da rede, da escolha de adotantes iniciais, e do valor de q (Regra Limiar) que os nós utilizam para decidir se mudar para A, isto é, os benefícios.

## Comportamento em cascata emarketing viral
Agora consideremos um subconjunto de adotantes iniciais que começam com um novo comportamento A dentro da rede, enquanto os outros nós começam com comportamento B. Então, avaliamos repetidamente a decisão de mudar de B para A, utilizando a Regra Limiar q. Se a cascata resultante da adoção de A faz com que cada nó passe de B para A, então dizemos que o conjunto de adotantes iniciais provoca uma cascata completa no limite q, caso contrário a cascata será incompleta.
O processo de comportamento em cascata de A é capaz de se espalhar num conjunto de nós sempre que haja suficiente densidade de conectividade interna, mas não será capaz de abranger toda a rede sempre e quando a densidade diminua. Um exemplo podem ser os diferentes pontos de vista dos fumadores e dos não-fumadores em comunidades adjacentes ou como os diferentes estilos de filmes, para crianças ou adolescentes ocupam as salas de cinema. Trata-se de grupos de grande coesão que têm opiniões comuns.
Mas existem algumas tácticas que podem ser úteis quando dois comportamentos competem.  Vejamos um exemplo:
Tratando-se de duas empresas o que uma pode fazer para ultrapassar a outra é elevar a qualidade de seu produto ligeiramente, ou baixar o preço de venda, isso equivale a mudar a recompensa. A Regra Limiar resultante, beneficia à dita empresa, fazendo com que o equilíbrio quebre em seu favor e o seu comportamento avance. Outra táctica consiste em convencer um pequeno número de pessoas-chave na parte da rede que usa B para alternar para A, a escolha dessas pessoas, basicamente a sua posição, tem de ser cuidadosa de modo a obter a cascata novamente.
Assim,"o marketing viral utiliza com sucesso as redes sociais para a adoção de alguns serviços", por exemplo: "Google AdSense ajuda os vendedores a alcançar os compradores com publicidade segmentada"..

## Referencias
1. ↑  Leskovec, J. and Faloutsos, C. Mining Large Graphs. p.7. Carnagie Mellon
2. ↑  Rogers, Everett M. (1983), «Diffusion of Innovations», New York: Free Press, ISBN 0029266505
3. ↑  Easley, D., Kleinberg,J., Networks, Crowds, and Markets: Reasoning about a Highly Connected World, p. 566. Cambridge University Press, 2010.
4. ↑  Leskovec, J. and Faloutsos, C. Mining Large Graphs. p.46. Carnagie Mellon

## Mais leituras
- Everett M. Rogers and Diffusion of Innovations

- Cascading Behavior in Networks: Algorithmic and Economic Issues.

- Diffusion and Cascading Behavior in Random Networks, Marc Lelarge